# 中国とエルサルバドルの関係
中国とエルサルバドルの関係（中国語: 中国－萨尔瓦多关系）では、中国大陸にある政権（中華民国・中華人民共和国の両方を含む）とエルサルバドルの外交関係を解説する。
エルサルバドルは長らく中華民国と国交を結んでいたが、2018年8月21日に中華人民共和国と国交を樹立し、中華民国と断交した。

## 歴史

### 第二次世界大戦以前
1933年6月15日、中華民国はグアテマラに大使館を設立し、駐グアテマラ大使がエルサルバドル大使を兼任するようになる。同年10月7日に大使館が正式に開館された。
1934年にエルサルバドルが満洲国を承認する（後述）と、中華民国外務省は国際連盟にエルサルバドルを制裁するよう求めた。1941年には公使レベルでの交流関係となり、パナマ大使との兼任に代わった。

#### 満洲国との関係
エルサルバドルは満洲国を日本に次いで2番目に承認した国である、1935年にエルサルバドルで災害が発生すると、満洲国皇帝だった溥儀は「内帑金」の名目で1万元を援助した。エルサルバドルは満洲国が諸外国に派遣していないことから、満洲国に代わって領事を募集することになった。1940年、王荊山を満洲国のエルサルバドル名誉領事にした。エルサルバドルは1941年12月の真珠湾攻撃を経て日本に宣戦布告するが、1943年まで満洲国の承認を取り消さなかった。

### 第二次世界大戦・国共内戦後
1949年に中華人民共和国が成立し、1950年にチャムドの戦いでチベットを併合すると、エルサルバドルは国際連合にこのことを議題に含めるよう提案した。1961年6月1日には大使関係に昇格した。1971年のアルバニア決議では反対に回った。
1986年10月のエルサルバドル地震では中国紅十字会が300万アメリカドルを支援した。

### 中華人民共和国との国交樹立
2018年8月21日に中華人民共和国と国交を樹立し、中華民国との国交を断絶した。これに対し中華民国外交部長の呉釗燮は「卑鄙悪劣・完全錯誤」と発言した。